# Marek Matuszek
Marek Stanisław Matuszek (ur. 13 listopada 1970 w Wiśle) – polski piłkarz występujący na pozycji bramkarza, trener.

## Przebieg kariery
W trakcie swojej kariery reprezentował barwy takich klubów jak Kuźnia Ustroń, CKS Czeladź, Raków Częstochowa, Widzew Łódź, Ruch Chorzów, Polonia Warszawa i Podbeskidzie Bielsko-Biała. Ma za sobą 157 spotkań rozegranych w ekstraklasie. W 2021 r. został wybrany przez redakcję portalu igol.pl do jedenastki stulecia Rakowa.

## Statystyki kariery
| Klub                       | Sezon              | Liga               | Liga  | Liga   | Puchar Polski | Puchar Polski | Puchar Ekstraklasy | Puchar Ekstraklasy | Europa | Europa | Suma  | Suma   |
| Klub                       | Sezon              | Liga               | Mecze | Bramki | Mecze         | Bramki        | Mecze              | Bramki             | Mecze  | Bramki | Mecze | Bramki |
| -------------------------- | ------------------ | ------------------ | ----- | ------ | ------------- | ------------- | ------------------ | ------------------ | ------ | ------ | ----- | ------ |
| Raków Częstochowa          | 1995/96            | I liga             | 23    | 0      | 0             | 0             | 0                  | 0                  | -      | -      | 23    | 0      |
| Raków Częstochowa          | 1996/97            | I liga             | 29    | 0      | 0             | 0             | 0                  | 0                  | -      | -      | 29    | 0      |
| Raków Częstochowa          | 1997/98            | I liga             | 30    | 0      | 0             | 0             | 0                  | 0                  | -      | -      | 30    | 0      |
| Widzew Łódź                | 1999/00            | I liga             | 11    | 0      | 1             | 0             | 2                  | 0                  | -      | -      | 14    | 0      |
| Ruch Chorzów               | 1999/00            | I liga             | 4     | 0      | 0             | 0             | 0                  | 0                  | -      | -      | 4     | 0      |
| Ruch Chorzów               | 2000/01            | I liga             | 0     | 0      | 2             | 0             | 1                  | 0                  | -      | -      | 3     | 0      |
| Polonia Warszawa           | 2000/01            | I liga             | 11    | 0      | 6             | 0             | 0                  | 0                  | -      | -      | 17    | 0      |
| Ruch Chorzów               | 2001/02            | I liga             | 26    | 0      | 5             | 0             | 2                  | 0                  | -      | -      | 33    | 0      |
| Ruch Chorzów               | 2002/03            | I liga             | 23    | 0      | 0             | 0             | 0                  | 0                  | -      | -      | 23    | 0      |
| Ruch Chorzów               | 2003/04            | II liga            | 10    | 0      | 1             | 0             | -                  | -                  | -      | -      | 11    | 0      |
| Podbeskidzie Bielsko-Biała | 2003/04            | II liga            | 6     | 0      | 0             | 0             | -                  | -                  | -      | -      | 17    | 0      |
| Podbeskidzie Bielsko-Biała | 2004/05            | II liga            | 10    | 0      | 4             | 0             | -                  | -                  | -      | -      | 14    | 0      |
| Podbeskidzie Bielsko-Biała | 2005/06            | II liga            | 5     | 0      | 1             | 0             | -                  | -                  | -      | -      | 6     | 0      |
| Ogólnie w karierze         | Ogólnie w karierze | Ogólnie w karierze | 188   | 0      | 20            | 0             | 5                  | 0                  | 0      | 0      | 213   | 0      |